# Bucinobantes

Mapa demonstrativo da Europa no século V. Os alamanos estavam assentados na região demarcada em laranja

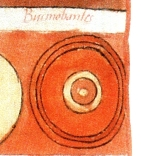
O sinal dos Bucinobantes nos antigos escudos do exército romano

Os Bucinobantes (em alemão: Bucinobanten) foram uma tribo germano-alamana que vivia ao norte do "Brigantiae Lacus heutigen Constance", onde é hoje a moderna cidade de Mainz sobre o rio Meno. Eles formavam juntamente com os Hermiões, Hermúnduros, Jutungos, Amalausos, Lentienses, etc a confederação alamana que nos séculos III, IV e V enfrentaram em várias oportunidades, tanto o exército romano quanto outras tribos bárbaras da região.

## Batalhas contra o império romano

### Juliano, o Apóstata
O rei dos Bucinobantes, Macriano (r. 368–371), foi um dos mais importantes chefes alamanos, um dos mais atuantes e aguerridos. Foi ele quem arquitetou unir as tribos germânicas do norte e as tribos alamanas contra Roma. Segundo o historiador romano Amiano Marcelino, o imperador Juliano, o Apóstata (361  363), em 359,[a] atravessou o rio Reno, nas proximidades de Mogoncíaco (Mogúncia), para negociar com Macriano e com outros chefes Alamanos, como Hariobaudo (seu provável irmão), Úrio, Ursicino, Vadomário (rei dos Brísgavos),[b] Vestralpo (um dos chefes dos Bucinobantes), entre outros.[c] Nesta oportunidade, além da troca de prisioneiros, foi firmado um tratado de paz, com os vários reis alamanos. Juliano já os havia enfrentado [na confederação dos alamanos] em 356, quando teve que marchar com seu exército para Augustoduno para levantar o cerco à cidade, e para Sénonas (possivelmente a moderna Sens), também para libertá-la de um cerco alamano. No mesmo ano ele teve que enfrentá-los novamente na Batalha de Reims, quando foi derrotado e na Batalha de Brocômago. No ano seguinte, conseguiu uma vitória decisiva na Batalha de Estrasburgo, conseguindo em seguida expulsá-los da Renânia,[d] recuperando Colônia Cláudia Ara Agripina (Colônia) e assegurou as fronteiras do Reno por longos cinquenta anos.

### Valentiniano I
Depois de várias rebeliões e incursões contra o Império Romano, como por exemplo em 367, na Batalha de Solicínio o imperador Valentiniano I (364-375), sucessor de Joviano (363-364), falhou em sua tentativa (com o apoio dos burgúndios) para prender Macriano. Em 370, Valentiniano invadiu as terras dos Bucinobantes - a Alemânia, terra dos alamanos ou alemanos - e depôs Macriano, a quem ele chamou turbarum rex artifex ("rei e artífice da agitação"). Com a ajuda de desertores, Macriano foi capturado e preso. Em seu lugar foi nomeado Fraomário como rei dos Bucinobantes, mas estes não o aceitaram e ele foi expulso e Macriano restaurado. Em 371 Valentiniano foi forçado a conceder a Macriano uma aliança, e tornou os Bucinobantes federados de Roma e aliados leais na guerra contra os francos. Possivelmente como parte desta mesma aliança, seguiu-se um acordo entre Macriano e Valentiniano que culminou por banir Fraomário e seus seguidores de Mogoncíaco para Norfolk, na Inglaterra.

### Graciano
Em 378, o rei franco Malobaldo (Mellobaudes ou Flavius Merobaudes) de Toxandria (320–376), filho de Malarico I, um conde dos domésticos de Roma, e o segundo em comando à frente do exercito na Gália, a mando do imperador romano ocidental Graciano (375–383), avançou sobre as tribos alsacianas, confederadas dos Alamanos, comandadas pelo rei Priário, da tribo dos Lentienses, e os derrotou na Batalha de Argentovária em (Argentária ou Argentorato, próxima da moderna Colmar, na Alsácia), nesta batalha morreu Priário e dois anos depois (380), ele executou Macriano, rei dos Bucinobantes e aliado romano, que tinha invadido o território franco.

## Bucinobantes e Francos
Os documentos relativos propriamente aos Bucinobantes, após a morte de Macriano, são escassos, todavia o Reino dos alamanos, compreendido pelas diversas tribos que o compunham, e cujo território abarcava as regiões entre Estrasburgo e Augsburgo, durou até 496, quando Clóvis, rei dos Francos, na Batalha de Tolbiac, conquistou a região. A partir daí (de 496 a 511) os alamanos e seus confederados, são governados diretamente pelo rei e depois, a partir de 536, passam a ser governados por um duque franco nomeado.
Para arrematar definitivamente com um pouco de resistência que ainda se sentia frente à dominação, o pouco da independência destes chefes ou confederados alamanos foi posto à terra por Carlomano, que em 746, pôs fim a um levante executando, em Cannsttat, grande parte da (senão [toda a]) nobreza alamana.

## Etimologia
O termo Bucinobantes "Bucinobanten" (em alemão), tem sido interpretado de várias modos e segundo vários propostas. A de maior aceitação concebe que ele é uma junção de " Buchen", "Hecken" ou "Gebück" e de "Band", "Banten" que quer dizer, pais, pátria ou região. Assim a inferência do nome poderia ser: A região dos Bucken (Bucinos). O nome tem sido preservado em Buchengau, no Hesse.

## Tribos da confederação alamana
Os primeiros registros sobre grupos alamanos foram mencionados por Dião Cássio em 213, que os coloca como tribos germânicas que haviam se estabelecido no sul, médio e baixo do rio Elba e ao longo do rio Meno e, de acordo com Asínio Quadrato, o seu nome (que significa "todos") indica que eles eram o agrupamento de várias daquelas tribos, ou seja, os:
- Amalausos
- Brísgavos
- Bucinobantes
- Hermúnduros
- Hermiões
- Jutungos
- Lentienses
- Quados
- Retóvaros
- Sêmnones
- Teutões